# Saint-Palais-de-Négrignac
Saint-Palais-de-Négrignac là một xã trong tỉnh Charente-Maritime trong vùng Nouvelle-Aquitaine, tây nam nước Pháp. Xã Saint-Palais-de-Négrignac nằm ở khu vực có độ cao trung bình 130 mét trên mực nước biển.

## Lịch sử biến động dân số
| Năm  | Dân số | Mật độ | Phần trăm của tổng |
| ---- | ------ | ------ | ------------------ |
| 1962 | 405    | -      | -                  |
| 1968 | 446    | -      | -                  |
| 1975 | 407    | -      | -                  |
| 1982 | 388    | -      | -                  |
| 1990 | 351    | -      | -                  |
| 1999 | 329    | 17/km² | 5.34%              |